# Charles Schwab
Charles Robert Schwab Sr. (Sacramento, 29 luglio 1937) è un imprenditore statunitense, fondatore e presidente della Charles Schwab Corporation, una multinazionale di servizi finanziari. La sua azienda è diventata di gran lunga il più grande commerciante di titoli a sconto negli Stati Uniti. Si è semi-ritirato dalla società nel 2008 quando si è dimesso dalla carica di CEO, ma rimane presidente e il maggiore azionista. 
A gennaio 2023, il suo patrimonio netto è stimato da Forbes in 11,9 miliardi di dollari, rendendolo la 210a persona più ricca del mondo.

## Biografia
Schwab è nato a Sacramento, California, figlio di Terrie e Lloyd Schwab.  Ha frequentato la Santa Barbara High School di Santa Barbara, in California, ed è stato il capitano della squadra di golf. Ha frequentato la scuola pre-universitaria presso la Holy Rosary Academy di Woodland, in California. Schwab si è laureato alla Stanford University nel 1959 in economia. Nel 1961 ha conseguito un Master in Business Administration alla Stanford Graduate School of Business.

## Attività negli investimenti
Nel 1963 Schwab e altri tre partner lanciarono Investment Indicator, una newsletter sugli investimenti. Al suo apice, la newsletter contava 3.000 abbonati, ognuno dei quali pagava 84 dollari all'anno per iscriversi. Nell'aprile 1971, l'azienda si è costituita in California come First Commander Corporation, una consociata interamente controllata da Commander Industries, Inc., per offrire servizi di intermediazione tradizionali e pubblicare la newsletter sugli investimenti Schwab. Nel novembre di quell'anno, Schwab e altri quattro acquistarono tutte le azioni da Commander Industries, Inc. Nel 1972, lo stesso Schwab acquistò tutte le azioni da quella che un tempo era Commander Industries.

### Charles Schwab & Co.
Nel 1973, First Commander cambiò il suo nome in Charles Schwab & Co., Inc. Una svolta decisiva avvenne nel 1975, quando la Securities and Exchange Commission degli Stati Uniti deregolamentò il settore dei titoli attraverso i Securities Act Amendments del 1975, consentendo ad aziende come Schwab di addebitare tutte le commissioni che volevano. Schwab si era a lungo lamentato del fatto che le aziende affermate mostrassero poca preoccupazione per le esigenze dei loro clienti. A quei tempi i titoli non venivano acquistati dai consumatori, venivano venduti dai venditori, che guadagnavano commissioni e profitti più alti vendendo titoli più rischiosi indipendentemente da possibili svantaggi per i consumatori. Schwab ha istituito una serie di politiche radicalmente diverse. In primo luogo, le spese per i consumatori sono state dimezzate. In secondo luogo, i venditori ricevevano stipendi orari, piuttosto che commissioni sul prezzo totale di vendita. Ha istituito un numero verde per ricevere ordini a livello nazionale e successivamente ha istituito un sistema telefonico 24 ore su 24, 7 giorni su 7, che avrebbe consentito ai clienti di effettuare ordini da qualsiasi luogo e in qualsiasi momento. Le aziende affermate furono indignate da queste innovazioni e cercarono di bloccare l'espansione di Schwab.